# Piljenice
Piljenice (1869-ig Mercidorf néven is ismert volt) falu Horvátországban, Sziszek-Monoszló megyében. Közigazgatásilag Lipovljanihoz tartozik.

## Fekvése
Sziszek városától légvonalban 38, közúton 52 km-re keletre, községközpontjától 6 km-re északnyugatra, a Pakra partján fekszik. A folyó a falut középen szeli át, rajta két régi malom és hidak találhatók. Határát egy másik folyó is öntözi az Ilova, mely határfolyót képez a szomszédos Kutenya községgel. Folyóinak és tavainak köszönhetően Piljenice a megye egyik legszebb fekvésű települése.

## Története
Piljenice területe ősidők óta lakott. Határában Grede I. és Grede II. valamint a Crnave nevű régészeti lelőhelyen ősi emberi települések, illetve erődítések nyomai találhatók. A középkorban területe Kraljeva Velika várának uradalmához tartozott. Birtokosai többek között az Egerváryak, a Kanizsaiak, a Nádasdyak és a Szencseiek voltak. A térség 1544 és 1685 között török uralom alatt állt. Ekkor sikerült visszafoglalnia Erdődy Miklósnak a közeli Kraljeva Velika várát. A hódoltság idején kiürült területre a 17. század végén Sziszek, Ivanicsvár és Körös vidékéről horvát családok érkeztek.
Piljenicét a 18. század elején alapították és eleinte Merzindorfnak nevezték, ugyanis első lakói német, cseh és szlovák családok voltak. Neve a horvát „piliti” (fűrészelni) igéből származik, de horvátok csak később kerültek többségbe. A faluban ma is számos német, cseh és szlovák eredetű családnév van. A kraljeva velikai katolikus plébániát melyhez a falu is tartozott 1693-ban alapították újra, de 1763-ban központját Lipovljaniba helyezték át. A Pakra-folyón egykor számos malom sorakozott, melyek a termékeny mezőkkel és a halban gazdag folyókkal bőséges megélhetést nyújtottak e vidék lakosságának. A malmokból mára már csak kettő maradt fenn, melyek a Vaclavek és a Toš családok tulajdonai voltak.
1773-ban az első katonai felmérés térképén a település „Dorf Merczyvel Pillienicze” néven szerepel. 1857-ben 350, 1910-ben 603 lakosa volt. Pozsega vármegye Novszkai járásához tartozott. A vármegyehatárt a falu északi határán az Ilova-folyó képezte. 1918-ban az új szerb-horvát-szlovén állam, majd később Jugoszlávia része lett. A II. világháború idején a Független Horvát Állam része volt. A háború után enyhült a szegénység és sok ember talált munkát a közeli városokban. 1991. június 25-én a független Horvátország része lett. A délszláv háborúban mindvégig horvát kézen maradt. Lipovljani községet 1993-ban alapították, területe korábban Novszka községhez tartozott. A településnek 2011-ben 417 lakosa volt.

## Népesség
| Lakosság változása | Lakosság változása | Lakosság változása | Lakosság változása | Lakosság változása | Lakosság változása | Lakosság változása | Lakosság változása | Lakosság változása | Lakosság változása | Lakosság változása | Lakosság változása | Lakosság változása | Lakosság változása | Lakosság változása | Lakosság változása |
| ------------------ | ------------------ | ------------------ | ------------------ | ------------------ | ------------------ | ------------------ | ------------------ | ------------------ | ------------------ | ------------------ | ------------------ | ------------------ | ------------------ | ------------------ | ------------------ |
| 1857               | 1869               | 1880               | 1890               | 1900               | 1910               | 1921               | 1931               | 1948               | 1953               | 1961               | 1971               | 1981               | 1991               | 2001               | 2011               |
| 350                | 330                | 342                | 447                | 519                | 603                | 617                | 613                | 561                | 603                | 616                | 487                | 434                | 461                | 429                | 417                |

## Nevezetességei
- Keresztelő Szent János tiszteletére szentelt római katolikus kápolnája a Pakra partján áll. Mellette található a falu temetője.
- A határában található Grede I. és Grede II., a Vodoplava, valamint a Crnave nevű régészeti lelőhelyen ősi emberi települések, illetve erődítések nyomai találhatók.
- A Grede I. régészeti lelőhely a Piljenice – Ilova úttól délre, egy régi, kanyargós vízfolyástól keletre, egy kisebb magaslaton található. Ennek különösen az északnyugati oldalán találtak sok cseréptöredéket, melyek korát a középkorra keltezik.
- A Grede II. régészeti lelőhely a Pakra és az Ivova között nyugat-keleti irányban húzódik egy régebbi kisebb vízfolyás kanyarulataival átszeldelt partja mentén, melyből kiemelkedik egy kisebb magaslat. Ezen a területen számos cseréptöredéket találtak, melyek részben a bronzkorból, részben a középkorból származnak.
- A Crnave nevű régészeti lelőhely egy délkelet-északnyugati fekvésű kis magaslaton található, melynek nyugati és keleti oldalát egykor vízfolyások határolták. Itt is nagy mennyiségű középkori eredetű cseréptöredék került elő.
- A Vodoplava régészeti lelőhely egy észak-déli fekvésű, elnyúló területen, egy régi kis vízfolyástól északra található. A terület a Pakra-folyótól északra, a Vodoplava-erdőtől nyugatra, egy kis magaslaton fekszik. Innen is számos cseréptöredék került elő, melyek a vaskorból és a középkorból származnak.
- Tradicionális ház malommal a 72. szám alatt.[4] Az épületegyütteshez gazdasági épületek is tartoznak. A malom 1825-ben épült egyemeletes épületként, melyet mindig malomként és lakásként használtak. A malom része a vízfelőli oldalon található, benne három hengerrel és két őrlőkővel. Nevét a Vaclavek családról kapta, mely 1928-tól volt a tulajdonosa. 1997-ig üzemszerűen működött, azóta csak alkalmanként üzemel. A faluban még egy malomépület is áll, ez a Toš-malom.

## Kultúra
- A falunapot Keresztelő Szent János ünnepén tartják, melyet Ivanjénak neveznek.
- Mlinarice kulturális és művészeti egyesület.
- Matica Hrvatska helyi szervezete.

## Oktatás
A faluban a lipovljani elemi iskola alsó tagozatos területi iskolája működik.

## Egyesületek
DVD Piljenice önkéntes tűzoltó egyesület.